# Мадениет (Жалагашский район)
Мадениет (каз. Мәдениет) — село в Жалагашском районе Кызылординской области Казахстана. Административный центр Мадениетского сельского округа. Находится примерно в 32 км к юго-западу от районного центра, посёлка Жалагаш. Код КАТО — 433649100.

## Население
В 1999 году население села составляло 2538 человек (1294 мужчины и 1244 женщины). По данным переписи 2009 года, в селе проживал 2161 человек (1123 мужчины и 1038 женщин).